# 须弥座

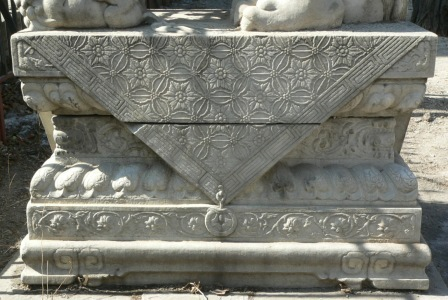
石狮子的须弥座

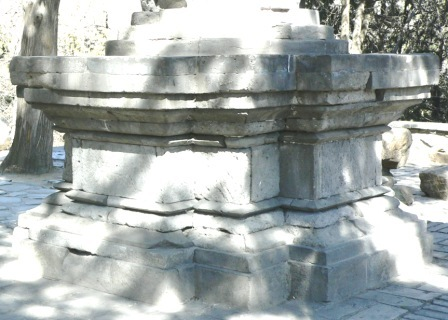
覆钵式塔的须弥座

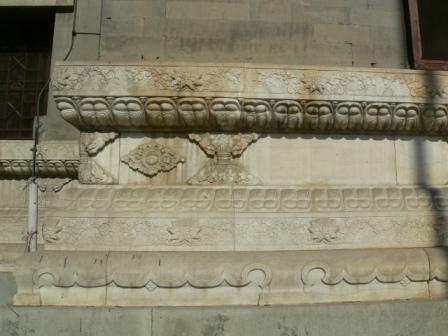
辅仁大学大楼上的须弥座装饰

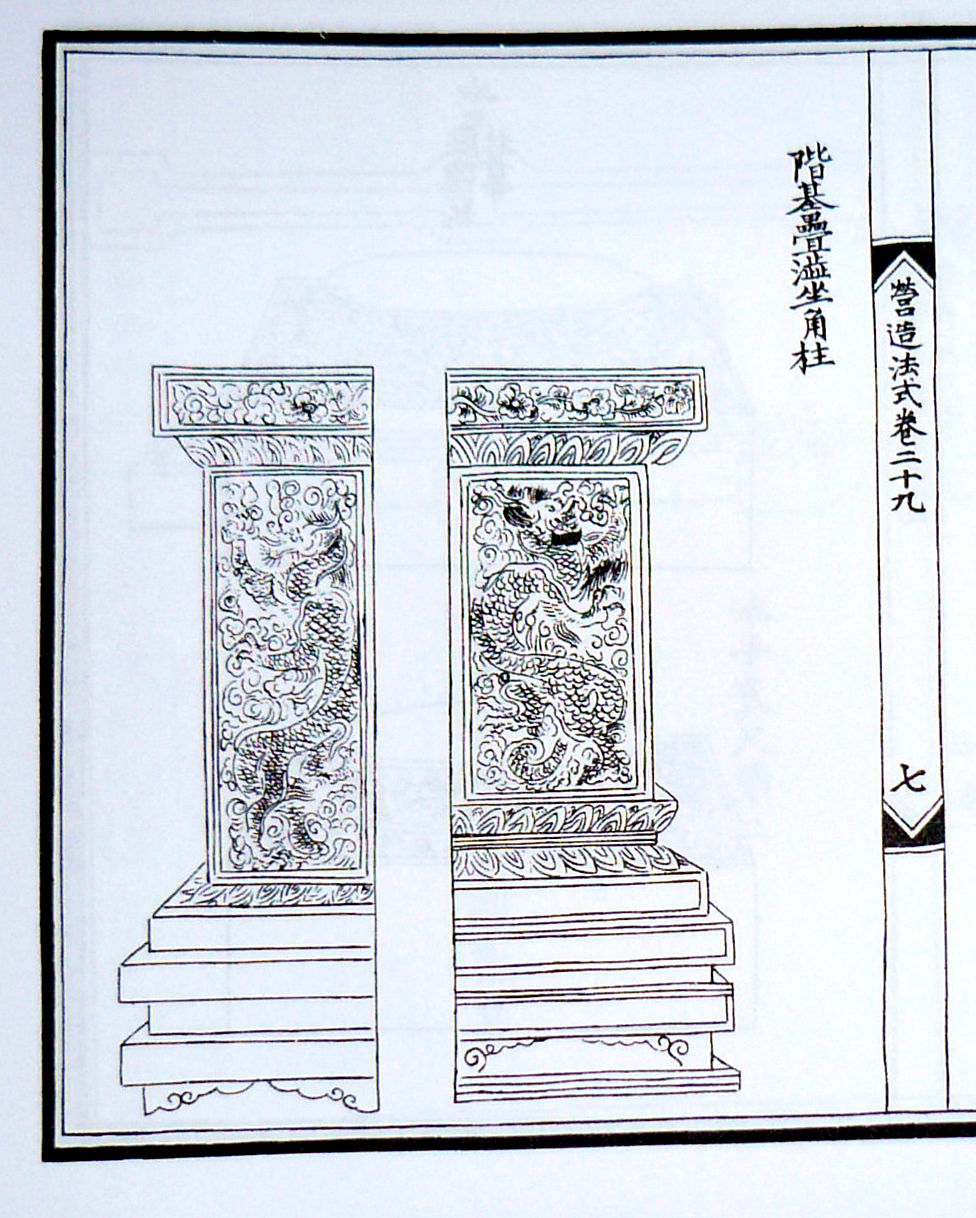
营造法式階基疊澀

须弥座是東亞传统建筑和雕塑的基座，由佛座演变而来，一般用于高级建筑，如宫殿、寺庙的主殿，塔、华表、石碑、石狮子、门墩等。须弥座源于印度佛教，象征佛教世界中心的须弥山，有独尊与稳固之意，因此须弥座上经常雕刻有佛像造型和佛教故事。
须弥座平面通常呈方形，上下宽，中间逐层收窄，中间最窄的一层，称为束腰，束腰之下为仰莲花层，束腰之上层为伏莲花。
须弥座最早见于北朝石窟，形式简单，如山西云冈石窟第6窟。后来造型日益复杂，到唐代趋于华丽，装饰性强。
宋代李诫《营造法式》定下须弥坐的规范：“叠砌须弥坐之制：共高一十三砖，以二砖并立，以此为例。自下一层与地平，上施单混肚砖一层，次上牙角砖一层，比混肚砖下龈收入一寸。次上罨牙砖一层，比牙角出三分。次上合莲砖一层，比罨牙砖收入一寸五分。次上束腰砖一层，比合莲下龈收入一寸。次上仰莲砖一层，比束腰出七分。次上壶门柱子砖三层，柱子比仰莲收入一寸五分。次上罨涩砖一层，比柱子出一分。次上上方涩平砖两层，比罨涩出五分。”。
元代开始，须弥座趋向简化。典型的清代须弥座有6层，自下而上为圭角，下枋，下枭，束腰，上枭，上枋，比例为10:8:6:8:6:9，下枭刻仰莲花，上枭刻伏莲花。
须弥座已被广泛应用于非宗教的建筑物上，一般将座的四角及束腰等部位有雕刻（其他部位也常有花纹装饰）的石浮雕都划属这个范围。天安门人民英雄纪念碑浮雕就安装在碑身下须弥座的束腰上。